# Panagiotis Kone
Panagiotis Giorgios Kone (en grec: Παναγιώτης Γεώργιος Κονέ), és un futbolista albanès, tot i que naturalitzat grec, exerceix com a extrem i actualment juga a l'ACF Fiorentina de la Serie A italiana.

## Clubs
| Club                          | País   | Anys        |
| ----------------------------- | ------ | ----------- |
| AEK Atenes FC                 | Grècia | 2005 - 2008 |
| Iraklis FC                    | Grècia | 2008 - 2010 |
| Brescia Calcio                | Itàlia | 2010 - 2011 |
| SS Lazio                      | Itàlia | 2011        |
| Bologna FC                    | Itàlia | 2011 - 2014 |
| Udinese                       | Itàlia | 2014 - 2015 |
| A. C. F. Fiorentina (Préstec) | Itàlia | 2016        |

## Internacional
El 19 de maig de 2014, l'entrenador de la selecció grega Fernando Santos va incloure a Kone en la llista final de 23 jugadors que representaran a Grècia en la Copa Mundial de Futbol de 2014 a Brasil.

### Participacions en Copes del Món
| Mundial                        | Seu    | Resultat         |
| ------------------------------ | ------ | ---------------- |
| Copa Mundial de Futbol de 2014 | Brasil | Vuitens de Final |